# Hoevelaken vasútállomás
Hoevelaken vasútállomás Hollandiában, Amersfoort városában.

## Vasútvonalak
Az állomást az alábbi vasútvonalak érintik:
- Nijkerk–Ede-Wageningen-vasútvonal
- Amsterdam–Zutphen-vasútvonal

## Kapcsolódó állomások
A vasútállomáshoz az alábbi állomások vannak a legközelebb:
- Amersfoort vasútállomás (Amsterdam–Zutphen-vasútvonal)
- Barneveld Noord vasútállomás (Nijkerk–Ede-Wageningen-vasútvonal)
- Apeldoorn vasútállomás (Amsterdam–Zutphen-vasútvonal)